# Zoraida falsa
Zoraida falsa är en insektsart som beskrevs av Frederick Arthur Godfrey Muir 1924. Zoraida falsa ingår i släktet Zoraida och familjen Derbidae. Inga underarter finns listade i Catalogue of Life.